# Médaille commémorative de la expedition in Mexique
La Médaille commémorative de l'expédition du Mexique (Medaglia commemorativa della spedizione in Messico) fu una medaglia concessa da Napoleone III a quanti avessero partecipato alle operazioni belliche della campagna in Messico nel 1862.

## Storia
La medaglia venne concessa da Napoleone III con decreto del 29 agosto 1863 per premiare quanti avessero preso parte alla campagna nel Messico promossa dalla Francia per installare un sovrano straniero sul neonato trono dell'Impero Messicano impedendo difatti agli Stati Uniti di acquisirne il territorio.
L'intento ebbe successo e Massimiliano d'Asburgo, fratello di Francesco Giuseppe d'Austria, venne posto come imperatore sul trono del Messico, anche se il suo governo fu di breve durata perché represso dai rivoluzionari repubblicani.

## Insegne
La medaglia riprendeva quella della campagna d'Italia del 1859 ed era composta sul diritto dal volto dell'Imperatore Napoleone III rivolto verso sinistra, laureato ed attorniato da una corona d'alloro con la legenda "NAPOLEON III".
Sul retro si trovavano le scritte "EXPEDITION IN MEXIQUE" e sotto le date "1862-1863" poste in un cerchio distaccato, al centro del quale si trovava un medaglione con incisi i nomi delle battaglie della campagna per le quali veniva concessa la decorazione: Cumbres, Cerro, Borrego, San-Lorenzo, Puebla, Mexico.
Il nastro era bianco, con una croce di sant'Andrea con un braccio rosso e l'altro verde, riportante sopra di essa un'aquila nera che mangia un serpente verde (simbolo tradizionale e stemma del Messico).